# Pheloconus hispidus
Pheloconus hispidus – gatunek chrząszcza z rodziny ryjkowcowatych.

## Zasięg występowania
Występuje we wsch. części USA od Florydy i Teksasu na płd, po Nowy Jork i Missouri na płn.

## Budowa ciała
Osiąga 2,5 - 2,9 mm długości. Ubarwienie jasnobrązowe z ciemną głową i przedpleczem, na pokrywach ciemne i białe plamki.

## Biologia i ekologia
Żeruje na roślinach z rodziny ślazowatych.